# Pünkösdhétfő
A pünkösdhétfő egyházi ünnep, amely közvetlenül követi a húsvéti ünnepkört. A pünkösd vasárnapi főünnepét követő nap. 1969-től a pünkösdhétfő már az évközi időhöz tartozik.
A húsvéttal együtt mozgóünnep, akárcsak a pünkösdvasárnap. A pünkösdhétfő kereken az 50. nap húsvétvasárnap után. Legkorábbi dátuma május 11., legkésőbbi június 14.
Magyarországon a pünkösdhétfő 1993-tól munkaszüneti nap.
2018-tól Ferenc pápa döntése értelmében a katolikus egyházban liturgikusan nem ünneplik pünkösdöt ezen a napon, hanem helyette a Boldogságos Szűz Mária, az Egyház Anyja ünnepe került újonnan bevezetésre.

## Dátuma (2010–2030)
- 2010: május 24.
- 2011: június 13.
- 2012: május 28.
- 2013: május 20.
- 2014: június 9.
- 2015: május 25.
- 2016: május 16.
- 2017: június 5.
- 2018: május 21.
- 2019: június 10.
- 2020: június 1.
- 2021: május 24.
- 2022: június 6.
- 2023: május 29.
- 2024: május 20.
- 2025: június 9.
- 2026: május 25.
- 2027: május 17.
- 2028: június 5.
- 2029: május 21.
- 2030: június 10.

## Kapcsolódó szócikk
- Magyarországi ünnepek és emléknapok listája
- Húsvét
- Húsvéthétfő
- Pünkösd
- Munkaszüneti nap